# Alesso

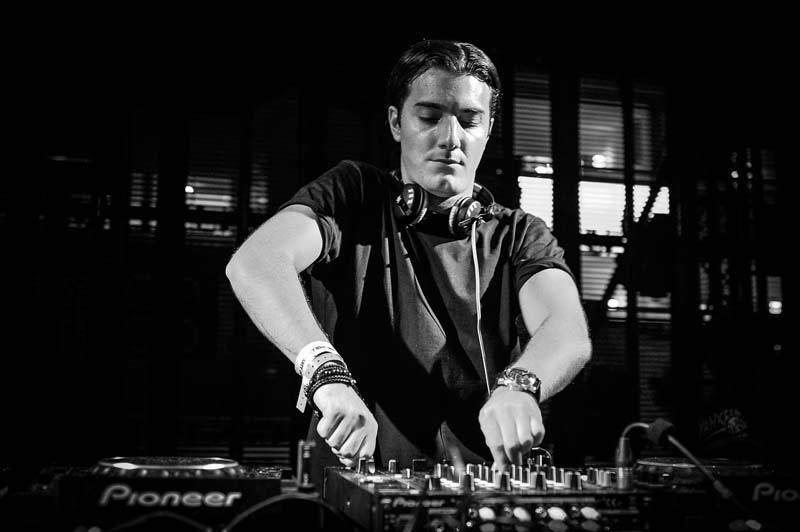
Live på Ushuaïa Ibiza Beach Hotel 2013.

Alessandro Rodolfo Renato Lindblad, känd som Alesso, född 7 juli 1991 i Gustav Vasa församling, Stockholm, är en svensk discjockey och musikproducent. Han vann priset "Årets innovatör" på Grammisgalan, med Sebastian Ingrosso, under 2013.

## Biografi
År 2013 nådde Alesso stor framgång när han remixade musik av bland annat Avicii, Swedish House Mafia, Tiësto, Sander van Doorn och Kaskade. Hans remix på "Starkillers" och Nadia Alis låt "Pressure" var en av de mest spelade EDM-låtarna under 2011.[källa behövs] Samma år släppte han även låten "Calling" med Sebastian Ingrosso och året därefter kom den ut i en vokalversion som "Calling (Lose My Mind)", med sång av Ryan Tedder. Han släppte även låtarna; "Years", med sång av Matthew Koma, och "Clash" via Sebastian Ingrossos skivbolag Refune Records. Under 2013 släppte Alesso en remix av låten "If I Lose Myself" av OneRepublic och singeln "Under Control" som han gjorde tillsammans med Calvin Harris och Theo Hutchcraft som sångare. Under 2014 släppte Alesso singeln "Tear The Roof Up" samt samarbetade med Ryan Tedder på låten "Scars" som släpptes senare under 2014, senare följt av låtarna "Heroes" och "Sweet Escape" med Tove Lo samt Sirena.
År 2014 rankades Alesso som en av världens främsta dj:s och innehade vintern 2013/14 en 13:e plats från DJ Mag Top 100 lista. Alessos spelning på Ultra Music Festival°L i Miami våren 2014 angavs vara den bästa spelningen under hela "Winter Music Conference Week". [källa behövs] Den 25 april 2015 gjorde Alesso sin första egna arenashow i Stockholm, Globen.
2015 samarbetade han med Overkill Software för att skapa musik till spelet Payday 2. Alesso skapade 2018 låten REMEDY.

## Diskografi
| År   | Titel                                                                    | Album                    |
| ---- | ------------------------------------------------------------------------ | ------------------------ |
| 2011 | "Calling" (Sebastian Ingrosso)                                           | —                        |
| 2011 | "Raise Your Head"                                                        | —                        |
| 2012 | "Calling (Lose My Mind)" (Sebastian Ingrosso feat. Ryan Tedder)          | Until One                |
| 2012 | "Years" (feat. Matthew Koma)                                             | —                        |
| 2012 | "Calling (Lose My Mind)" (Sebastian Ingrosso & Alesso feat. Ryan Tedder) | Until Now                |
| 2012 | "Every Chance We Get We Run" (David Guetta feat. Tegan and Sara)         | Nothing but the Beat 2.0 |
| 2012 | "City of Dreams" (Dirty South)                                           | —                        |
| 2012 | "Clash"                                                                  | —                        |
| 2013 | "Under Control" (Calvin Harris feat. Hurts)                              | Forever                  |
| 2014 | "Tear The Roof Up"                                                       | Forever                  |
| 2014 | "Heroes (We Could Be)" (feat. Tove Lo)                                   | Forever                  |
| 2015 | ''Cool'' (feat. Roy English)                                             | Forever                  |
| 2015 | ''Sweet Escape'' (feat. Sirena)                                          | Forever                  |
| 2015 | "Anthem"                                                                 | __                       |
| 2016 | ''I Wanna Know'' (feat. Nico & Vinz)                                     | __                       |
| 2016 | ''Take My Breath Away''                                                  | __                       |
| 2017 | ''Falling''                                                              | __                       |
| 2017 | ''Move Like That''                                                       | __                       |
| 2017 | ''Let Me Go'' (Hailee Steinfeld feat. Florida Georgia Line & Watt)       | __                       |
| 2017 | ''Is That for Me'' (Anitta)                                              | __                       |
| 2019 | ''Sad Song'' (feat. Martina Stoessel)                                    |                          |